# Galéria
Galéria är en kommun i departementet Haute-Corse på ön Korsika i Frankrike. Kommunen ligger i kantonen Calenzana som tillhör arrondissementet Calvi. År 2022 hade Galéria 388 invånare.

## Befolkningsutveckling
Antalet invånare i kommunen Galéria
Referens:INSEE